# Gulou (Xuzhou)
Gulou léase Ku-Lóu escucharⓘ (en chino:鼓楼区 pinyin:Gǔlóu qū) es un distrito urbano bajo la administración directa de la ciudad-prefectura de Xuzhou, provincia de Jiangsu, al este de la República Popular China. Gulong yace en la llanura del Norte de China con una altitud promedio de 35 m s. n. m., es la zona urbana más antigua de la ciudad de Xuzhou, ubicada en su centro geográfico, lo cual es un potencial turístico y cultural.  Su área total es de 98 km² y su población proyectada para 2016 llegó a 384 500 habitantes.

## Etimología
Gulou traduce literalmente a Torre del Tambor , una estructura de la dinastía Ming. En 1966, durante la Revolución Cultural pasó a llamarse Distrito Yan'an (延安区) , pero en 1980 el nombre le fue restaurado. 

## Administración
El distrito Gulou se dividen en 9 pueblos  , que se administran en subdistritos.
| Subdistrito | Población | Área (km²) | Densidad (km²) |
| ----------- | --------- | ---------- | -------------- |
| Pipa        | 19959     | 17.7       | 1128           |
| Huanglou    | 42891     | 7.8        | 5499           |
| Fengcai     | 65233     | 9.7        | 6725           |
| Huancheng   | 57066     | 3.6        | 15852          |
| Pailou      | 27230     | 4.45       | 6119           |
| Tongpei     | 36743     | 6          | 6124           |
| Jiuli       | 23708     | 11.2       | 2117           |
| Donghuan    | -         | -          | N/A            |
| Jinshanqiao | -         | -          | N/A            |

## Historia
Su historia comienza en 1374 cuando en el sitio se construye la sección norte de una Torre del Tambor . En el primer año de Zhu Qizhen fue transformado en edificio. En el 4 año de Tianqi en la dinastía Ming debido a la ruptura del río Amarillo, la ciudad estatal fue inundada y la Torre del Tambor fue destruida por las inundaciones. La estructura fue reconstruida, pero al tiempo se derrumbó debido a años de mal estado.
En 1848 fue reconstruida de acuerdo con la antigua vista del sitio original. El edificio estaba hecho de grandes ladrillos debajo de los cimientos. Tenía la forma de una puerta de la ciudad y los peatones y caballos que pasaban tenían que pasar por la puerta. Según los registros, en ese momento, la puerta estaba rodeada de edificios. 
En 1937, antes de la Guerra de Resistencia contra Japón, había una biblioteca en el piso de superior pero estaba en mal estado.
En 1952 el edificio se arruinó y se convirtió en un edificio peligroso y fue demolido, para ese momento, era la tumba de Su Gu (苏姑) que estaba en el patio norte.
Después de que los imperialistas japoneses invadieron Xuzhou, establecieron un régimen y dividieron la ciudad en cuatro distritos administrativos. El distrito de Gulou era el Primer distrito (一区) en ese momento. Cuando se abolió el sistema en 1946, Xuzhou se dividió una vez en cinco distritos. Después de la liberación de Xuzhou en diciembre de 1948, la división administrativa original se mantuvo.
Después de la fundación de la República Popular China, el nombre de Primer distrito se usó hasta 1955. Más tarde, debido a la antigua estructura de Torre del Tambor en la zona, el Primer distrito pasó a llamarse Gulou.

## Geografía
El distrito Gulou está en la llanura aluvial del río Huai. El terreno es alto y plano. La elevación del terreno es generalmente entre 34.5 y 48.2 metros, y el sudoeste es ligeramente más alto que el noreste.
El distrito Gulou es bañado por el Gran Canal de China al norte y el ferrocarril Pekín-Shanghái pasa al este.

## Clima
El distrito Gulou se ubica en una zona climática de monzón semihúmeda, la región es templada y cálida, con cuatro estaciones distintas y suficiente luz solar. La temperatura promedio anual es de alrededor de 15 °C, la temperatura promedio del mes más frío (enero) es de -0.2 °C y el mes más caluroso (julio) es de 27.3 °C. La precipitación promedio es de aproximadamente 630,4 mm, y el período sin heladas es de aproximadamente 200 días. 
| Parámetros climáticos promedio de Gulou (1971−2000) | Parámetros climáticos promedio de Gulou (1971−2000) | Parámetros climáticos promedio de Gulou (1971−2000) | Parámetros climáticos promedio de Gulou (1971−2000) | Parámetros climáticos promedio de Gulou (1971−2000) | Parámetros climáticos promedio de Gulou (1971−2000) | Parámetros climáticos promedio de Gulou (1971−2000) | Parámetros climáticos promedio de Gulou (1971−2000) | Parámetros climáticos promedio de Gulou (1971−2000) | Parámetros climáticos promedio de Gulou (1971−2000) | Parámetros climáticos promedio de Gulou (1971−2000) | Parámetros climáticos promedio de Gulou (1971−2000) | Parámetros climáticos promedio de Gulou (1971−2000) | Parámetros climáticos promedio de Gulou (1971−2000) |
| Mes                                                 | Ene.                                                | Feb.                                                | Mar.                                                | Abr.                                                | May.                                                | Jun.                                                | Jul.                                                | Ago.                                                | Sep.                                                | Oct.                                                | Nov.                                                | Dic.                                                | Anual                                               |
| --------------------------------------------------- | --------------------------------------------------- | --------------------------------------------------- | --------------------------------------------------- | --------------------------------------------------- | --------------------------------------------------- | --------------------------------------------------- | --------------------------------------------------- | --------------------------------------------------- | --------------------------------------------------- | --------------------------------------------------- | --------------------------------------------------- | --------------------------------------------------- | --------------------------------------------------- |
| Temp. máx. media (°C)                               | 5.2                                                 | 7.8                                                 | 13.4                                                | 20.9                                                | 26.3                                                | 30.4                                                | 31.4                                                | 30.6                                                | 26.9                                                | 21.5                                                | 14.1                                                | 7.7                                                 | 19.6                                                |
| Temp. mín. media (°C)                               | −3.3                                                | −1.4                                                | 3.2                                                 | 9.8                                                 | 15.1                                                | 20.2                                                | 23.5                                                | 22.7                                                | 17.4                                                | 10.9                                                | 4.0                                                 | −1.6                                                | 10.0                                                |
| Precipitación total (mm)                            | 17.6                                                | 20.5                                                | 36.0                                                | 47.1                                                | 65.5                                                | 106.8                                               | 241.0                                               | 132.6                                               | 72.3                                                | 51.5                                                | 26.7                                                | 14.0                                                | 831.6                                               |
| Días de precipitaciones (≥ 0.1 mm)                  | 4.0                                                 | 5.4                                                 | 6.4                                                 | 7.1                                                 | 7.4                                                 | 8.0                                                 | 13.5                                                | 9.9                                                 | 7.2                                                 | 6.8                                                 | 5.1                                                 | 3.7                                                 | 84.5                                                |
| Horas de sol                                        | 144.8                                               | 147.5                                               | 177.0                                               | 210.5                                               | 232.7                                               | 218.6                                               | 191.9                                               | 202.8                                               | 188.3                                               | 190.8                                               | 164.2                                               | 151.8                                               | 2220.9                                              |
| Humedad relativa (%)                                | 66                                                  | 64                                                  | 62                                                  | 62                                                  | 64                                                  | 67                                                  | 80                                                  | 81                                                  | 74                                                  | 70                                                  | 69                                                  | 66                                                  | 68.8                                                |
| Fuente: China Meteorological Administration         |                                                     |                                                     |                                                     |                                                     |                                                     |                                                     |                                                     |                                                     |                                                     |                                                     |                                                     |                                                     |                                                     |